# Dzmitryj Lencewicz
Dzmitryj Ualdomarawicz Lencewicz (biał. Дзьмітрый Ўальдомараўіч Ленцэвіч, ros. Дмитрий Вальдомарович Ленцевич, Dmitrij Waldomarowicz Lencewicz; ur. 20 czerwca 1983 w Mińsku) – białoruski piłkarz, grający na pozycji obrońcy, reprezentant Białorusi.

## Kariera piłkarska

### Kariera klubowa
Rozpoczął karierę piłkarską w miejscowym klubie RWAR Mińsk, skąd trafił do Dynama Mińsk. Występował w rosyjskim Torpedo Moskwa i w ukraińskim zespole Dnipro Dniepropietrowsk. W latach 2008–2010 bronił barw Bohemians Praga. W 2010 roku odszedł do klubu Dynamo Czeskie Budziejowice.

### Kariera reprezentacyjna
W reprezentacji Białorusi wystąpił 7 razy.